# Yemaneberhan Crippa
Yemaneberhan „Yeman“ Crippa (* 15. Oktober 1996 in Dese, Äthiopien) ist ein italienischer Leichtathlet äthiopischer Herkunft, der sich auf die Langstrecken- und Crossläufe spezialisiert hat. 2022 feierte er mit dem Sieg im 10.000-Meter-Rennen bei den Europameisterschaften in München den größten Erfolg seiner Karriere.

## Frühe Jahre
Yemaneberhan Crippa wurde in der nordöstlichen äthiopischen Provinz Wällo geboren. Er verlor beide Elternteile im Eritrea-Äthiopien-Krieg und verbrachte seine frühen Jahre, zusammen mit seinen älteren Brüdern Nekagenet und Kelemu in einem Waisenhaus. Dort wurden sie von dem italienischen Ehepaar Roberto und Luisa Crippa adoptiert, die alle drei Geschwister bei sich zu Hause in Montagne, einem kleinen Ort in den Judikarien im Trentino aufnahmen. Insgesamt nahm das Ehepaar neun Kinder aus dem ostafrikanischen Land bei sich auf. Seine älteren Brüder sind ebenfalls Leichtathleten.

## Sportliche Laufbahn
Crippa nimmt seit dem Jahr 2012 an internationalen Wettkämpfen teil. Er startete bei den Crosslauf-Europameisterschaften, die er im Juniorenrennen auf dem 32. Platz beendete. Ein Jahr später trat er auch bei den Crosslauf-Weltmeisterschaften an, bei denen er in gleichen Alterskategorie auf dem 38. Platz ins Ziel kam.
Bei den Juniorenweltmeisterschaften 2014 in Eugene lief er über 1500 Meter auf den siebten Platz. Bei den Crosslauf-Europameisterschaften im selben Jahr holte er mit Sieg seinen ersten größeren sportlichen Erfolg auf internationaler Ebene. Den Sieg bestätigte er ein Jahr später bei den Europameisterschaften 2015 im französischen Hyères. Ebenfalls 2015 lief er bei den U20-Europameisterschaften auf den dritten Platz über 5000 Meter.
Bei den Europameisterschaften 2016 nahm er erstmals an einem Großevent im Erwachsenenbereich teil. Dort lief er über 5000 Meter im Vergleich zum Vorjahr bei seinem Sieg bei den Jugendeuropameisterschaften rund eine Minute schneller und belegte am Ende den achten Platz im Finale. 2017 gewann er bei den U23-Europameisterschaften Gold über 5000 Meter. Zuvor lief er bei den Halleneuropameisterschaften der Erwachsenen auf den siebten Platz über 3000 Meter.
2018 gelang ihm mit der Bronzemedaille über 10.000 Meter bei den Europameisterschaften sein bislang größter sportlicher Erfolg. Vier Tage später trat er auch über seine übliche Distanz von 5000 Metern an. Dort belegte er am Ende den vierten Platz. Bei den Weltmeisterschaften in Doha trat er zunächst über 5000 Meter an und konnte das Finale erreichen. Im Finale belegte er den elften Platz. Eine Woche später trat er auch über die 10.000 Meter an. Dort wurde er Achter und verbesserte seine Bestzeit auf 27:10,76 min nicht nur um mehr als eine halbe Minute, sondern stellte auch den neuen italienischen Rekord über diese Distanz auf. Im Dezember gewann er die Bronzemedaille bei den Crosslauf-Europameisterschaften in Lissabon. 2020 stellte er im September, nach dem Nationalrekord über die 10.000, auch über 5000 Meter in 13:02,26 min diesen Rekord auf. 2021 qualifizierte er sich für die Olympischen Sommerspiele in Tokio und trat zunächst im Finale der 10.000 Meter an, das er auf dem elften Platz beendete. Wenige Tage später bestritt er auch den Wettkampf über die 5000-Meter-Distanz. In seinem Vorlauf kam er in 13:47,12 min allerdings nicht über Platz 14 hinaus und hatte damit keine Chance auf den Finaleinzug. 2022 konnte er im 5000-Meter-Lauf bei den Europameisterschaften in München, nach Platz 3 über 10.000 Meter 2018 in Berlin, seine zweite EM-Bronzemedaille gewinnen. Wenige Tage später feierte er mit seinem Sieg über die 10.000-Meter-Distanz den bislang größten Erfolg seiner Karriere. Im Oktober belegte er bei den Crosslauf-Europameisterschaften in seiner italienischen Heimat den vierten Platz.
2023 trat Crippa in Budapest bei seinen zweiten Weltmeisterschaften nach 2019 in Doha an. Dort ging er über 10.000 Meter an den Start, wobei er den zwölften Platz belegte. 2024 siegte Crippa im Halbmarathon bei den Europameisterschaften in Rom. Es war sein zweiter EM-Titel nach Gold 2022 im 10.000-Meter-Lauf.
Crippa ist Halter mehrerer italienischer Nationalrekorde über verschiedene Distanzen.

## Wichtige Wettbewerbe
| Jahr                | Veranstaltung                   | Ort                 | Platz               | Disziplin           | Zeit                |
| Startet für Italien | Startet für Italien             | Startet für Italien | Startet für Italien | Startet für Italien | Startet für Italien |
| ------------------- | ------------------------------- | ------------------- | ------------------- | ------------------- | ------------------- |
| 2012                | Crosslauf-Europameisterschaften | Budapest            | 32.                 | Juniorenrennen      |                     |
| 2013                | Crosslauf-Weltmeisterschaften   | Bydgoszcz           | 38.                 | Juniorenrennen      |                     |
| 2013                | U18-Weltmeisterschaften         | Donezk              | 6.                  | 1500 m              | 3:45,02 min         |
| 2013                | Crosslauf-Europameisterschaften | Belgrad             | 7.                  | Juniorenrennen      |                     |
| 2014                | U20-Weltmeisterschaften         | Eugene              | 10.                 | 1500 m              | 3:47,16 min         |
| 2014                | Crosslauf-Europameisterschaften | Samokow             | 1.                  | Juniorenrennen      |                     |
| 2015                | Crosslauf-Weltmeisterschaften   | Guiyang             | 20.                 | Juniorenrennen      |                     |
| 2015                | U20-Europameisterschaften       | Eskilstuna          | 3.                  | 5000 m              | 14:35,39 min        |
| 2015                | Crosslauf-Europameisterschaften | Hyères              | 1.                  | Juniorenrennen      |                     |
| 2016                | Europameisterschaften           | Amsterdam           | 8.                  | 5000 m              | 13:46,30 min        |
| 2016                | Crosslauf-Europameisterschaften | Chia                | 3.                  | U23-Rennen          |                     |
| 2017                | Halleneuropameisterschaften     | Belgrad             | 7.                  | 3000 m              | 8:05,63 min         |
| 2017                | U23-Europameisterschaften       | Bydgoszcz           | 1.                  | 5000 m              | 14:14,28 min        |
| 2017                | Crosslauf-Europameisterschaften | Šamorín             | 3.                  | U23-Rennen          |                     |
| 2018                | Europameisterschaften           | Berlin              | 3.                  | 10.000 m            | 28:12,15 min        |
| 2018                | Europameisterschaften           | Berlin              | 4.                  | 5000 m              | 13:19,85 min        |
| 2019                | Weltmeisterschaften             | Doha                | 11.                 | 5000 m              | 13:29,08 min        |
| 2019                | Weltmeisterschaften             | Doha                | 8.                  | 10.000 m            | 27:10,76 min (NR)   |
| 2019                | Crosslauf-Europameisterschaften | Lissabon            | 3.                  | Erwachsenenrennen   | 30:21 min           |
| 2021                | Olympische Sommerspiele         | Tokio               | 11.                 | 10.000 m            | 27:54,05 min        |
| 2021                | Olympische Sommerspiele         | Tokio               | 29.                 | 10.000 m            | 13:47,12 min        |
| 2022                | Europameisterschaften           | München             | 3.                  | 5000 m              | 13:24,83 min        |
| 2022                | Europameisterschaften           | München             | 1.                  | 10.000 m            | 27:46,13 min        |
| 2022                | Crosslauf-Europameisterschaften | Turin               | 4.                  | Einzelrennen        | 29:47 min           |
| 2023                | Weltmeisterschaften             | Budapest            | 12.                 | 10.000 m            | 28:16,40 min        |
| 2024                | Europameisterschaften           | Rom                 | 1.                  | Halbmarathon        | 1:01:03 h           |

## Persönliche Bestleistungen
- 800 m: 1:50,16 min, 30. April 2016, Trient
- 1500 m: 3:35,26 min, 5. August 2020, Rovereto
- 3000 m: 7:37,90 min, 13. Juli 2021, London, (italienischer Rekord)
- 5000 m: 13:02,26 min, 8. September 2020, Ostrava, (italienischer Rekord)
  - 5000 m Halle: 13:23,99 min, 18. Februar 2017, Birmingham
- 10.000 m: 27:10,76 min, 6. Oktober 2019, Doha, (italienischer Rekord)

Straße
- Halbmarathon: 59:26 min, 27. Februar 2022, Neapel, (italienischer Rekord)
- Marathon: 2:06:06 h, 18. Februar 2024, Sevilla